# Лінія оборони

Карта оборонних рубежів Зимової лінії

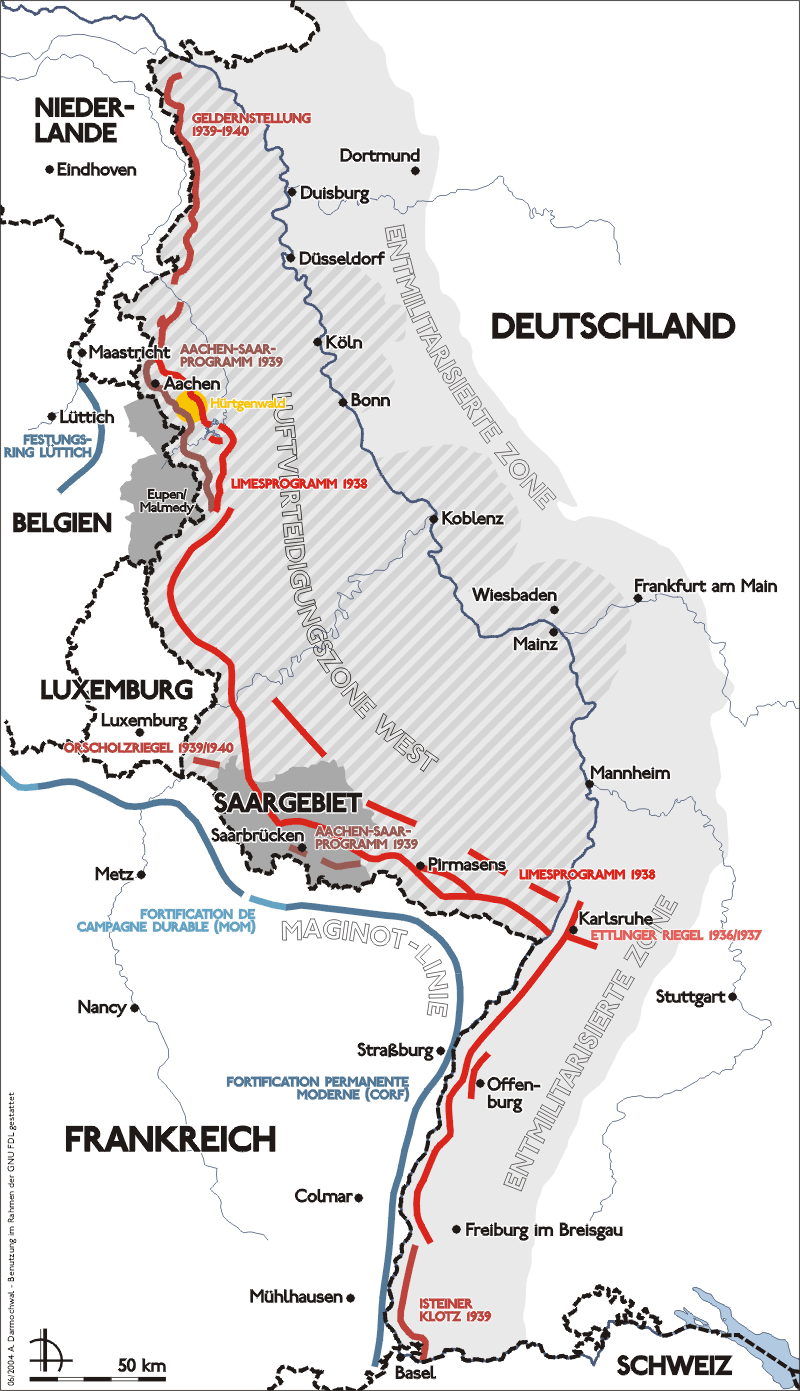
Лінія Зігфріда

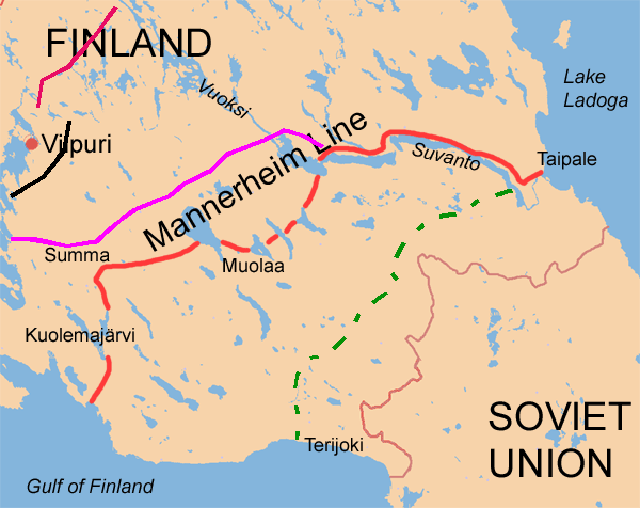
Лінія Маннергейма

Лі́нія оборони або Оборо́нна лі́нія  — у військовій справі — важко прохідний для військ стратегічний рубіж або район місцевості, наприклад водна перешкода, гірський хребет, болотиста місцевість, низка місцевих предметів, зручних для оборони, поєднаний з глибокоешелонованими смугами фортифікаційних укріплень, посилених мінними полями, пастками тощо, які розраховані на проведення стратегічних дій та можуть надати той або інший вплив на загальний хід подій даного театру воєнних дій.
Оборонна лінія повинна задовольняти основним вимогам, які пред'являються до всякої позиції, тобто мати забезпечені від обходу фланги і представляти низку природних або штучних опорних пунктів і зручних виходів для маневру силами та засобами, а також для переходу в контрнаступ значними силами тих, хто обороняється.
У даний час цей термін замінений терміном рубіж оборони.

## Відео
- 1941 взятая линия обороны [Архівовано 9 квітня 2020 у Wayback Machine.]
- Hollands best ww2 defensive line [Архівовано 14 травня 2008 у Wayback Machine.]